# Economía palatina

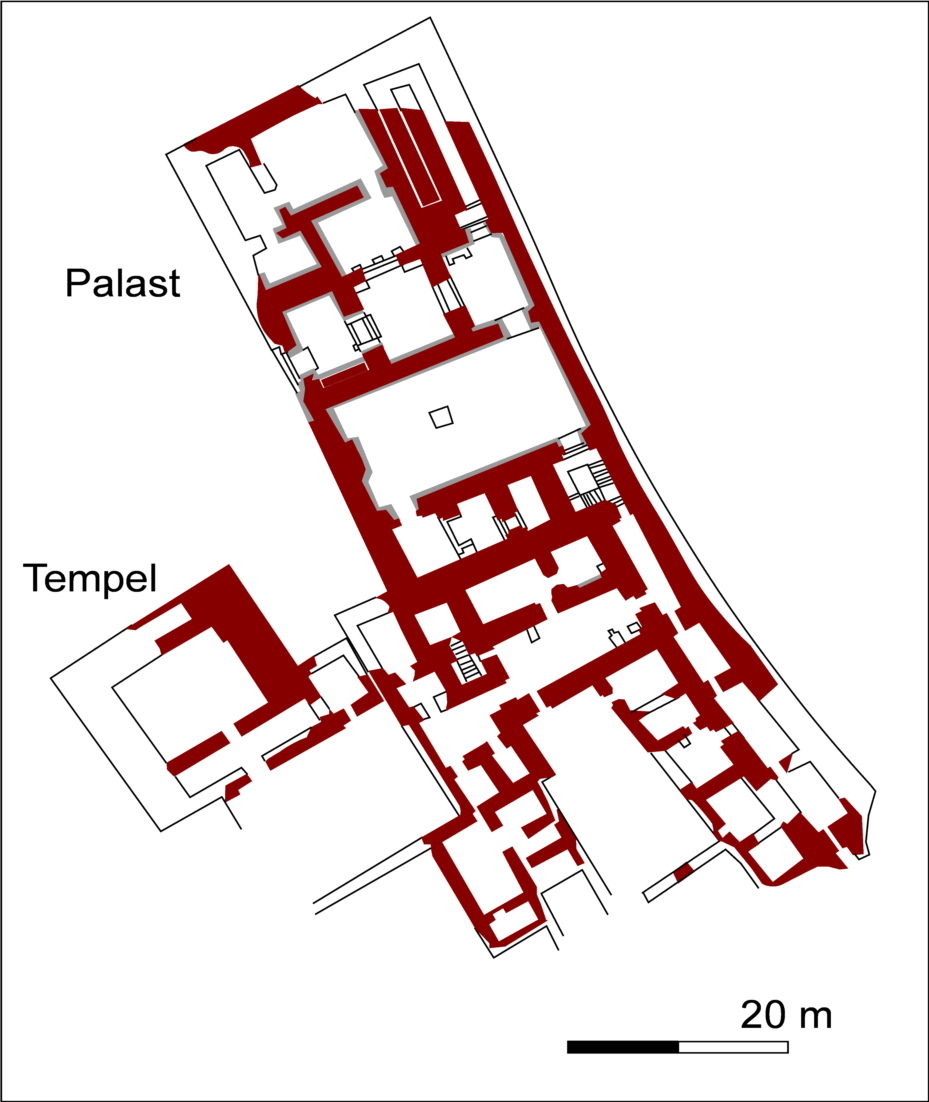
Palacio de Alalakh

Por economía palatina,  economía de palacio o de redistribución, se entiende como un sistema de organización económica en el que parte sustancial de la riqueza fluye desde el control de una administración centralizada, «el palacio», y de allí a la población general, que puede tener sus propias fuentes de ingresos, pero depende en gran medida de la riqueza redistribuida por el gobierno.
El concepto de un sistema de redistribución es cuando menos tan antiguo como el concepto de faraón, que significa «casa grande» y describe el palacio real. Mucho más tarde, el Nuevo Testamento describe una población de comunidades cristianas que dan todo lo que tenían al patriarca, el cual los daría al que lo  necesitara para vivir; puesto que no hay «palacio» como tal, esto era similar al antiguo concepto de Economía del don.
Los antropólogos han señalado muchos de estos sistemas, de los miembros de la tribu participando a las economías de subsistencia de varios tipos comunes en las civilizaciones complejas, como por ejemplo el del Imperio incaico, que asigna segmentos de la economía de pueblos específicos. La esencia de la idea es que una administración central hace planes de producción, asignando elementos de la población para llevarlos a cabo, recoge los bienes y servicios así creados, y los redistribuye a los productores.
La economía palatina es un tipo específico de sistema de redistribución donde se llevan a cabo las actividades económicas de la civilización en o cerca de las instalaciones de los complejos de la administración central, los palacios de los monarcas absolutos. Es función de la administración palatina suministrar a los productores lo necesario para la producción de otros bienes y servicios, que son considerados como propiedad del monarca. Normalmente, esto no es una empresa altruista. El palacio está principalmente interesado en la creación de capital, que después puede ser eliminado cuando el rey quiera. Algunos bienes pueden convertirse en mercancía de capital, por ser vendidos o intercambiados para beneficio, o algunos pueden ser reinvertidos en otros centros, incluidas las instalaciones adicionales de producción, las guerras -actividades económicas de las que se espera un beneficio a extraer-, alianzas favorables, flotas, y dominio de los mares.
En los sistemas antiguos del palacio, los productores eran típicamente parte del capital de trabajo. De grande a pequeño, se unieron a la economía palaciega por lazos indisolubles de servidumbre involuntaria o bajo patrocinio. Se esperaba cualquier inversión en una guerra para llevar un regreso de saqueo y prisioneros, que se convirtiera en parte de la dotación del complejo del palacio. El palacio fue el responsable de atender los gastos de los productores. Tenía que proporcionar alimentos, ropa y refugio, el que sucedía a menudo en las instalaciones, como en el caso de los fabricantes de tela femeninos. 

## Origen del término

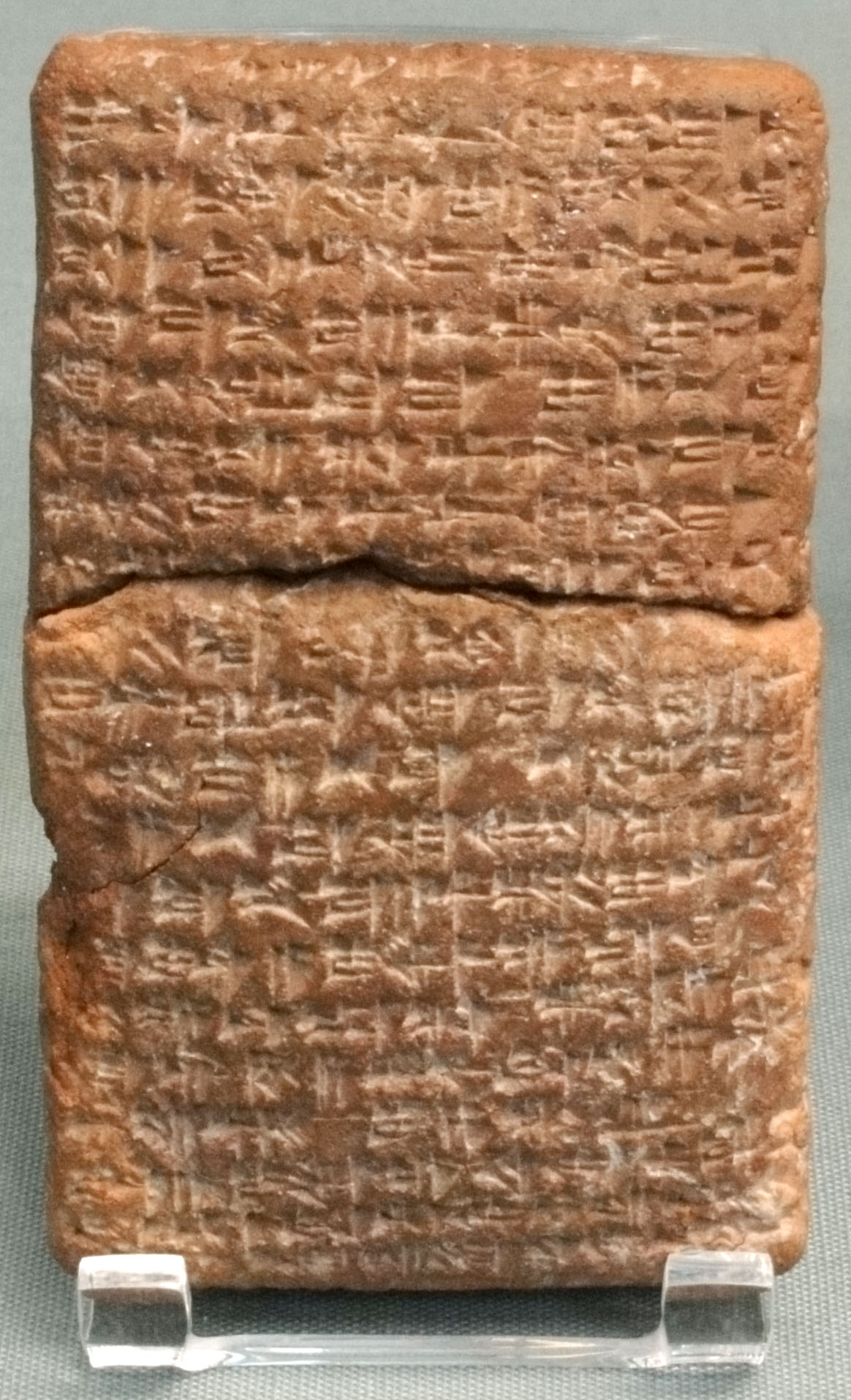
Tablilla de arcilla con un tratado de Alalakh.

La utilización actual de los términos vino a partir del estudio de los palacios de las civilizaciones minoicas y micénicas que surgieron en la Edad del Bronce en la región del Egeo. El término de economía palatina empezó como una simple etiqueta para las actividades económicas de los palacios, considerados de manera individual. Por ejemplo, Arthur Evans al hablar de la economía del palacio, se refería a la economía del palacio de Cnosos. Otros hicieron lo mismo, sin comprender todavía la noción abstracta. En 1956, Michael Ventris y John Chadwick, comprometidos con la idea ya expuesta previamente, explicaban: 

Tampoco aquí hay evidencias de algo parecido a la moneda. Cada producto se enumera separadamente, y no hay ningún signo de equivalencia entre una unidad y otra.

Al mismo tiempo, Moses I. Finley había informado de la evidencia en la redistribución de las mesitas de arcilla e intentaba buscar cómo se organizaba aquella sociedad premoneda. En el mundo de Odisseu se observó que la gran distribución era interna. La hipótesis de Finley era que la entrega de regalos, «el mecanismo básico de organización entre muchos pueblos primitivos», se había convertido en un sistema de intercambio, sin precios, y dependiendo de la valoración ad hoc de los intercambiadores.

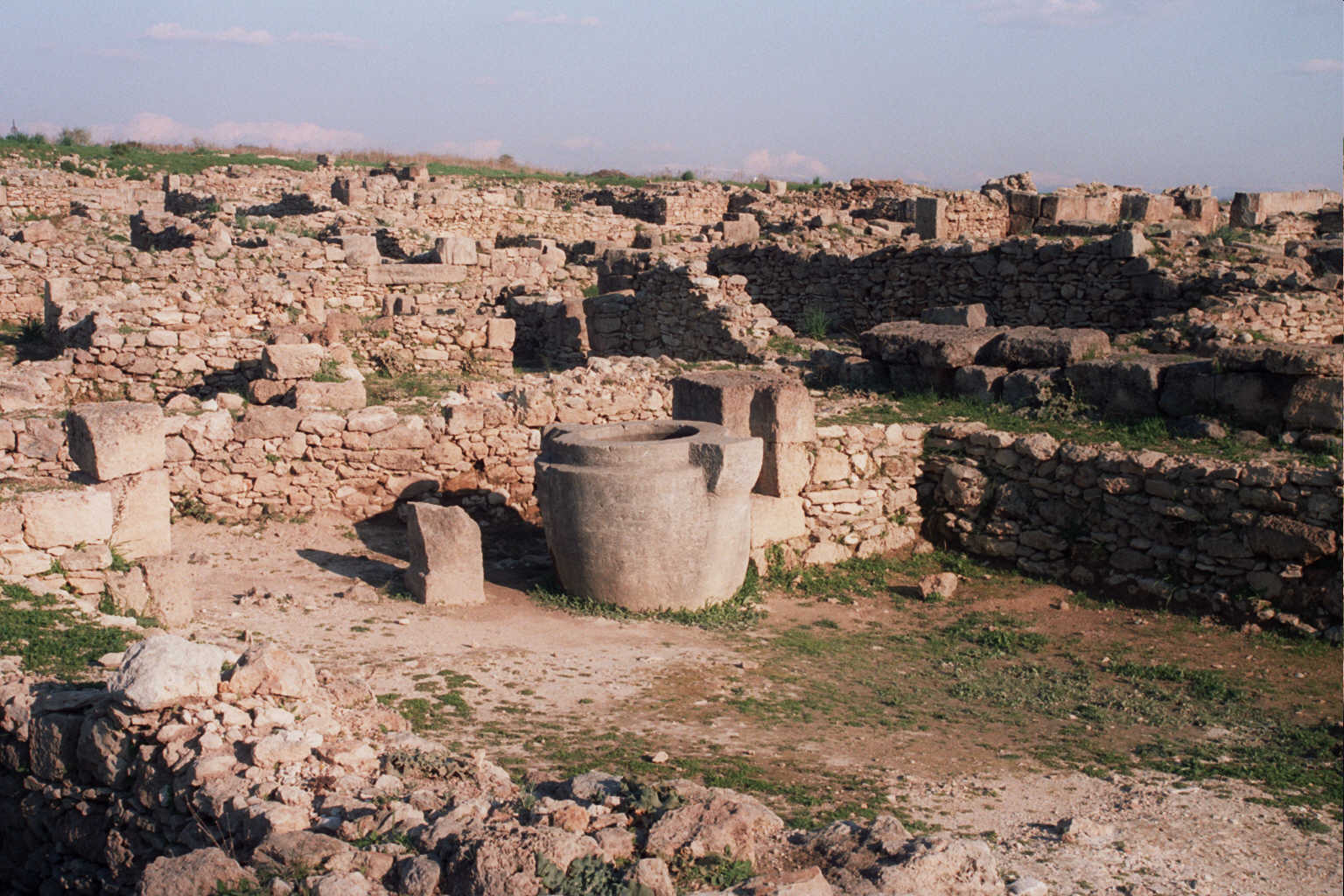
Restos del Palacio de Ugarit.

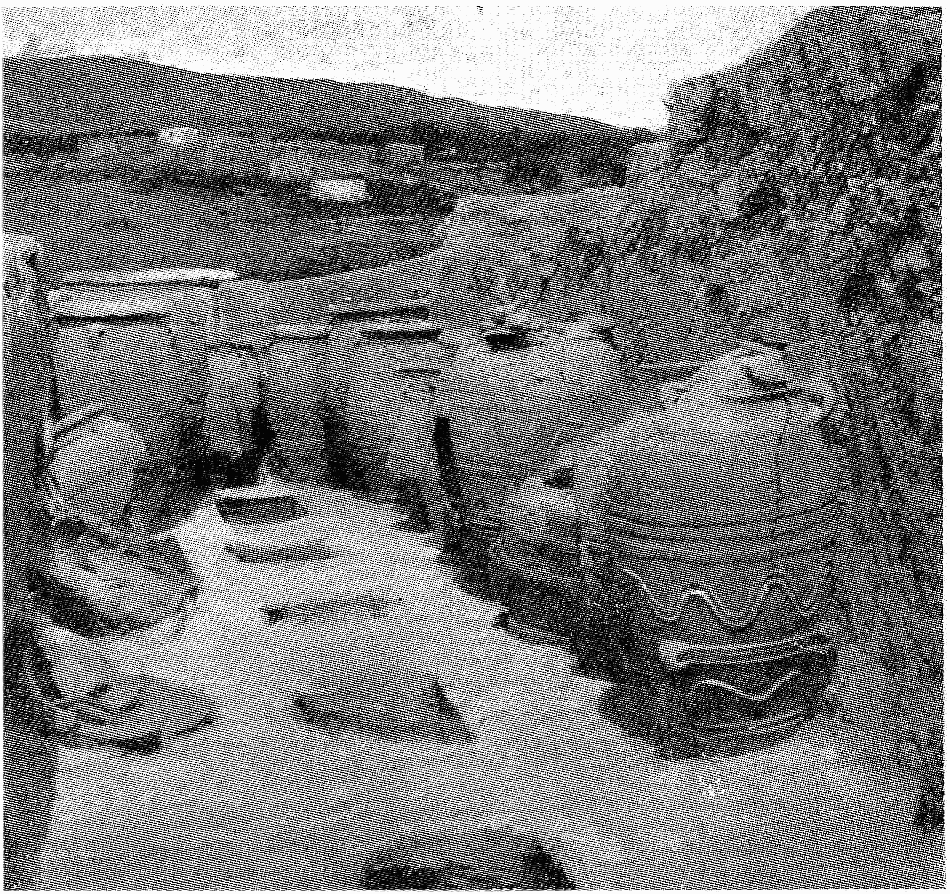
Restos de un almacén en el Palacio de Cnosos

Las observaciones de Finley fueron aceptadas inmediatamente y de manera casi universal. Aun así, otras hipótesis se desarrollaron a lo largo de las décadas. Barcos micénicos fueron enviados fuera de los complejos del palacio cargados de cerámica, óleos, perfumes y otros bienes, como si fueran exportaciones para su venta, en lugar de regalos. Ventris murió en 1956. Al igual que otros arqueólogos de la época, nunca imaginó una economía palatina como algo más que la economía del día a día del palacio, aunque Ventris y Chadwick hicieron la observación sobre las «similitudes en la medida y la organización de los palacios reales de Nuzi, Alalakh y Ugarit». Asimismo, Finley a finales de 1950 no se refería a su sistema como una economía palatina. El estado de la palabra cambió en 1960, cuando los teóricos históricos colocaron los dos términos juntos.
Se cree que el primero en hacerlo fue Karl Polanyi, al final de su vida y en la cumbre de su carrera, quien apoyaba y estaba de acuerdo en el trabajo de Finley. En el compendio de 1960, City Invincible, escrito antes de 1958, señaló que Ventris había indicado que la moneda estaba ausente de las mesitas, pero lo expresó de una manera diferente: «Michael Ventris... ha confirmado la ausencia de dinero en la economía de palacio de la Grecia micénica». Ventris no había hecho tal cosa, nunca había declarado que la Grecia micénica tenía una economía de palacio. Entre 1956 y 1958, había nacido un nuevo concepto económico y para nombrarlo se había elegido el de economía palatina. La mayoría de los teóricos siguieron el ejemplo. Grahame Clark (1961) escribió sobre una «economía de palacio introducida desde Creta ....» Chester Starr (1961) dijo: «Los artesanos y labradores fueron abrazados por ley en una economía de palacio bajo el control real, ...» Leonard Robert Palmer (1963), se refiere a la «altamente centralizada 'economía palacio' de Cnosos y Pilos».
El año 1965 se aplicaba el término de economía palatina ampliamente sobre todas las civilizaciones del mar Egeo, el Oriente Medio y el Oriente Próximo del final de la Edad del Bronce. Se convirtió en un término tan normal que, posteriormente, se aplicó a los modernos tipos de sistemas económicos. Hubo, aun así, una notable excepción. John Chadwick, que heredó el trabajo y la tradición de Ventris, en su obra The Mycenaean World  (1976), no se refiere a una economía palatina o de palacio. En su lugar, plantea nuevas preguntas y dudas razonables.

## Civilización cretense

### Creta minoica
En la Edad del Bronce, aproximadamente durante la primera mitad del segundo milenio antes de Cristo, el Mediterráneo oriental estaba dominado por una Civilización minoica, según su descubridor, Arthur Evans en la excavación del palacio de Cnosos que relacionó, por su construcción laberíntica, con el Palacio de Minos, por el que dio a sus hallazgos la denominación genérica de civilización minoica. La civilización era marítima, sus flotas eran legendarias, sus asentamientos fueron principalmente costeros y sus operaciones, en su mayoría, pacíficas. Hay leyendas como la de Teseo y el Minotauro que muestran que existían en Creta tributos de reinos y lugares extranjeros, pero su legendaria historia es muy diferente de la que se explica sobre guerras y guerreros de tierra firme. La evolución de las estructuras palatinas, si esto es lo que eran, empezó en Creta en el periodo Minoico medio (MM) de la Edad del Bronce mediano. El comienzo del que Shaw nombra «los tres grandes» palacios: Cnosos, Festos y Malia, se data en el MMI, pero otros lo llevan hasta el MMII. Las relaciones entre todas las fundaciones se desconocen, pero un solo acto de fundación ha quedado ya descartado.
El tipo de sistema económico imperante en Creta está muy bien documentado por centenares de tablillas de arcilla encontradas en varias ubicaciones de Creta. Solamente la resistencia persistente de la secuencia de comandos de escritura, Lineal A, al descifrar, impide que estos documentos puedan ser leídos, y la información que contienen asimilada. En consecuencia, no se sabe nada sobre la economía más allá de lo que se deduce de la arqueología o para establecer paralelos de riesgo en la información presentada a los documentos que se pueden leer de la última edad de bronce. Que los minoicos, como los nombró Evans en ausencia de conocimiento de su verdadero nombre o nombres, pueden haber tenido una economía palatina es mera especulación. 
Un ejemplo es la civilización minoica es la que dependía económicamente del cultivo de trigo, olivas, uvas y otros productos. La economía minoica también apoyó a varias industrias como por ejemplo la industria textil, la de la cerámica y la metálica. Algunas de las industrias manufactureras se basaron en los palacios. La producción a partir de tierras de cultivo circundantes que se recogieron, se grababan y almacenaban en los palacios como se puede certificar por el gran número de almacenes y objetos de almacenamiento que se han recuperado. Los palacios parecen haber tenido un grado de control sobre el comercio de ultramar. El descubrimiento de las tablillas de la Lineal A y Lineal B, con un listado de productos básicos en las áreas de archivo del Palacio de Cnosos, sugiere una burocracia altamente organizada y un sistema de conservación de grabaciones que controlaba todos los productos entrantes y salientes. 

### Otros
Las economías palatinas, es decir, el antiguo Egipto, Mesopotamia, Anatolia y el Levante fueron disminuyendo al final de la edad delbronce, siendo reemplazada por primitivas economías de mercado dirigidas por comerciantes privados u oficiales que eran propietarios de las empresas privadas del lugar. El último reducto y personificación del sistema palatino fue la Grecia micénica, que fue completamente destruida durante el colapso de la edad de bronce y las siguientes edades oscuras griegas.

## Asia
El modelo mandala para describir los patrones de poder político difuso a comienzos de la historia del sudeste asiático se originó con O.W. Wolters en 1982, aunque sin abordar los problemas económicos. Después de que el agente británico John Crawfurd fue a una misión a Siam en 1822, en su diario describe una «economía palatina» que atribuye a la rapacidad. Su misión se retrasó en el puerto de Pak Nam hasta que dio una explicación satisfactoria para los regalos de palacio. Esta situación cambió cuando apareció la economía de mercado, recogida en el Tratado Bowring, negociado por el defensor del libre comercio sir John Bowring, con la modernización de la legislación dada por el rey Mongkut de Siam. El tratado fue firmado el 18 de abril de 1855.